# Populous (Architektenbüro)

Logo von Populous

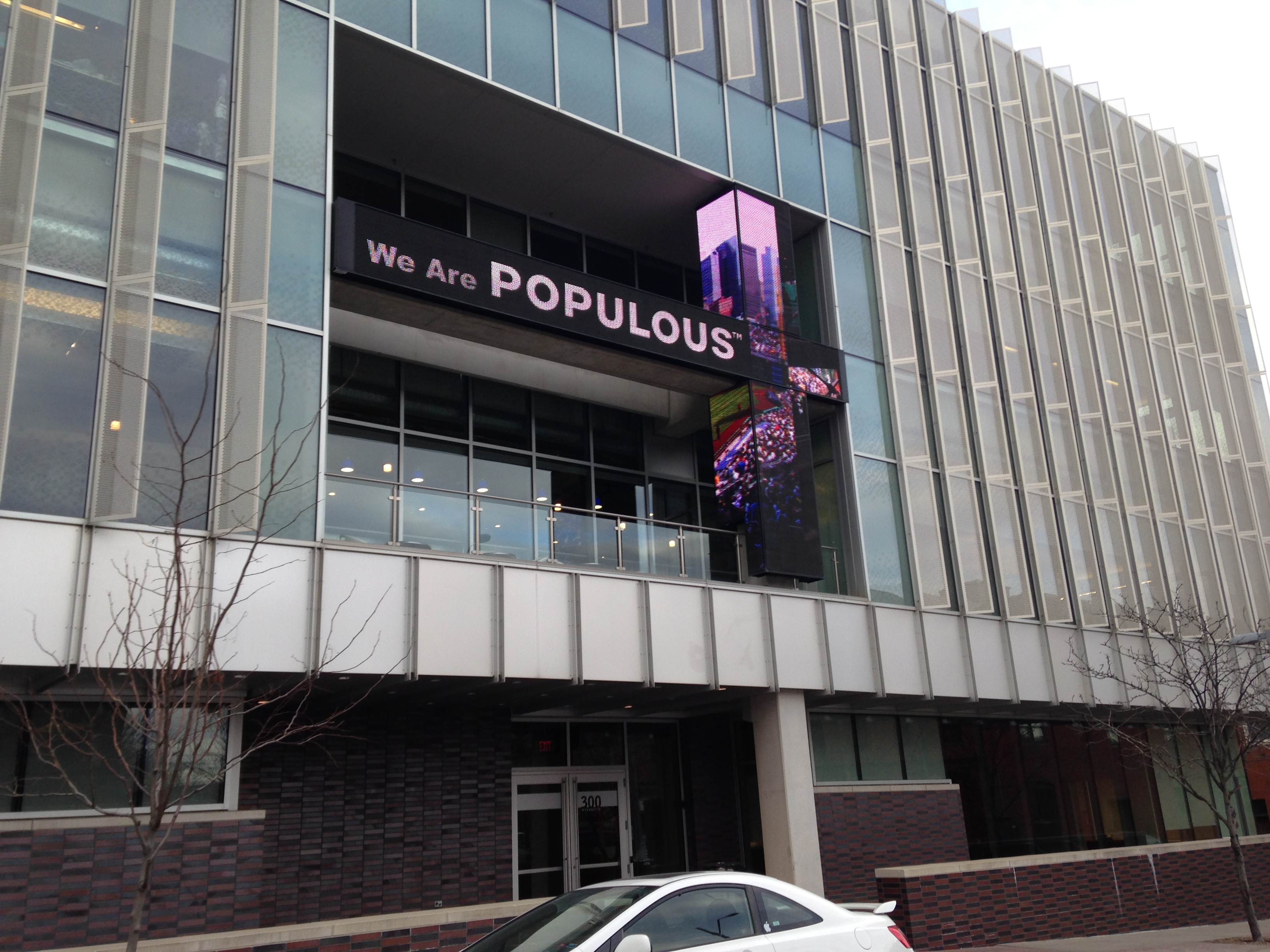
Bis 2014 genutzter Hauptsitz von Populous in Kansas City

Populous ist ein international tätiges Architekten- und Designbüro mit Hauptsitz in Kansas City. Der Hauptfokus des Unternehmens liegt auf der Errichtung und Ausgestaltung von Sportstätten sowie der Gestaltung von Spezialveranstaltungen, etliche der von den Architekten der Gesellschaft entworfenen Gebäude waren Austragungsorte bedeutender Sportveranstaltungen.

## Hintergrund
Populous entstand 2009 als Management-Buy-out von HOK Sport Venue Event, des auf Sportstätten spezialisierten Geschäftsbereichs des 1955 gegründeten Architektenbüros Hellmuth, Obata + Kassabaum. Das Unternehmen war 1983 in Kansas City gegründet worden und hatte 1998 mit dem in London und Brisbane ansässigen Designbüro LOBB Partnership fusioniert. In der Folge blieben die drei Städte Hauptbüros der Gesellschaft, die im Laufe der Zeit weitere Büros in verschiedenen Ländern gründete. Im Oktober 2015 verlegte das Unternehmen seinen Hauptsitz innerhalb von Kansas City in das kurz zuvor renovierte Gebäude der Kansas City Board of Trade.
Ab Ende der 1980er Jahre machte sich HOK Sport Venue Event einen Namen mit dem Neubau von diversen Baseballstadien der Major League Baseball, in denen diverse ästhetische Elemente wie sichtbare Stahlträger und Backsteinwände als Reminiszenz an die Zeit des Durchbruchs des Baseballs als populärem Volkssport in den Vereinigten Staaten in den 1910er und 1920er Jahren verbaut wurde. Typische Beispiele sind der 1992 eröffnete Oriole Park at Camden Yards der Baltimore Orioles, der auch als erster Vertreter dieses Trends genannt wird, das von den Colorado Rockies genutzte Coors Field oder das 2009 eröffnete Yankee Stadium.
Vor diesem Hintergrund wurde auch das bis 1987 erbaute American-Football-Stadion Hard Rock Stadium in Miami errichtet, das ursprünglich für die Ansiedlung eines Baseballteams konzipiert wurde und letztlich der heutigen Nutzung durch die Miami Dolphins zugeführt wurde. Bereits im ersten Jahr des Bestehens war das Stadion Austragungsort des Super Bowls. In der Folge wurden diverse Footballstadien vom Architekturbüro entworfen, bis dato waren neben der Miamier Arena TIAA Bank Field, Raymond James Stadium, NRG Stadium und State Farm Stadium Austragungsorte des bedeutendsten Football-Matches der Welt.
Weitere internationale Projekte, an denen Populous entweder führend oder teilweise beteiligt waren, umfassen das Olympiastadion London sowie zudem Fußballstadien auch in europäischen Topligen oder als Austragungsorte von Europapokalendspielen wie das im Vorfeld der Europameisterschaft 2004 umgebaute Estádio da Luz in Lissabon, die Londoner Arenen Emirates Stadium und Tottenham Hotspur Stadium, das Groupama Stadium in Lyon, oder die Friends Arena in Schweden, aber auch das für die WM 2010 in Südafrika konzipierte FNB Stadium oder die für WM 2018 in Russland erbaute Kasan-Arena.
Populous bzw. der Vorgänger HOK Sport Venue Event war am Rahmenprogramm bedeutender Veranstaltungen wie diverser Olympischer und Paralympischer Spiele, der FIFA-Weltmeisterschaften, den Final-Four-Turnieren der NCAA-Basketballmeisterschaften oder aller Super Bowls seit 1985 beteiligt.
Von 2019 bis 2023 entstand nach Planung von Populous mit Sphere at The Venetian Resort sowohl das größte kugelförmige Gebäude, als auch das erste mit LEDs-ummantelte Gebäude der Welt.